# Glee (Musik)
Glee war eine nur in England gebräuchliche Liedform (meist a cappella und männliche Singstimmen) für drei oder mehr Stimmen.

## Geschichte
Der Name Glee taucht erstmals 1673 in Playfords Musical Companion auf.
Der erste Glee Club, der Noblemen and Gentlemen's Catch Club of London wurde 1761 gegründet. Glee-Gesangsvereine wurden im achtzehnten Jahrhundert beliebt und blieben dies bis ins neunzehnte. In diesen Clubs waren nur Männer zugelassen, daher werden auch die Altpartien regelmäßig von Männerstimmen gesungen. Die Glee Clubs waren bis Anfang des 20. Jahrhunderts eines der wenigen Rückzugsgebiete, neben den rein männlichen englischen Kathedralchören, in denen regelmäßig Countertenöre besetzt wurden.
Diese Form war besonders im 18. und 19. Jahrhundert populär. Bekannte Komponisten des Glee sind:
- Thomas Brewer (* 1611)
- John Travers (um 1703 – 1758)
- William Hayes (1708–1777)
- Thomas Arne (1710–1778)
- Samuel Webbe (1740–1816)
- William Horsley (1774–1858)

## Beispiele
Zwei Beispiele des Komponisten Samuell Webbe.
Glorious Apollo
Glorious Apollo from on high beheld us,
Wand'ring to find a temple for his praise.
Sent Polyhymnia hither to shield us,
While we ourselves such a structure might raise.
Thus then combining, hands and hearts joining,
Sing we in harmony Apollo's praise.
Here ev'ry gen'rous sentiment awaking,
Music inspiring unity and joy.
Each social pleasure giving and partaking,
Glee and good humour our hours employ.
Thus then combining, hands and hearts joining,
Long may continue our unity and joy.
Discord!
Discord! Dire sister of the slaughtering power,
Small at her birth, but rising every hour,
While scarce the skies her horrid head can bound,
She stalks on earth, and shakes the world around.
But lovely Peace in angel form
Descending quells the rising storm.
Soft ease and sweet content shall reign
And Discord never rise again.